# Арпеджиатор
Арпеджиа́тор (англ. arpeggiator) — функция, используемая в синтезаторах, музыкальных рабочих станциях и программах для создания музыки для автоматизированного исполнения арпеджио на основе аккордов или предопределённых комбинаций клавиш.
При помощи дополнительных элементов управления в различных арпеджиаторах могут устанавливаться параметры данного эффекта, такие как:
- скорость воспроизведения арпеджио,
- направление арпеджио (вверх или вниз),
- шаговый рисунок арпеджио (последовательность сдвигов шагов воспроизведения арпеджио),
- ритмический рисунок арпеджио (последовательность длительностей шагов арпеджио),
- использование глиссандо при воспроизведении,
- динамика арпеджио (затухающая, возрастающая),
- панорамирование звука (последовательность распределения шагов по каналам звуковоспроизведения),

и, возможно, другие параметры.

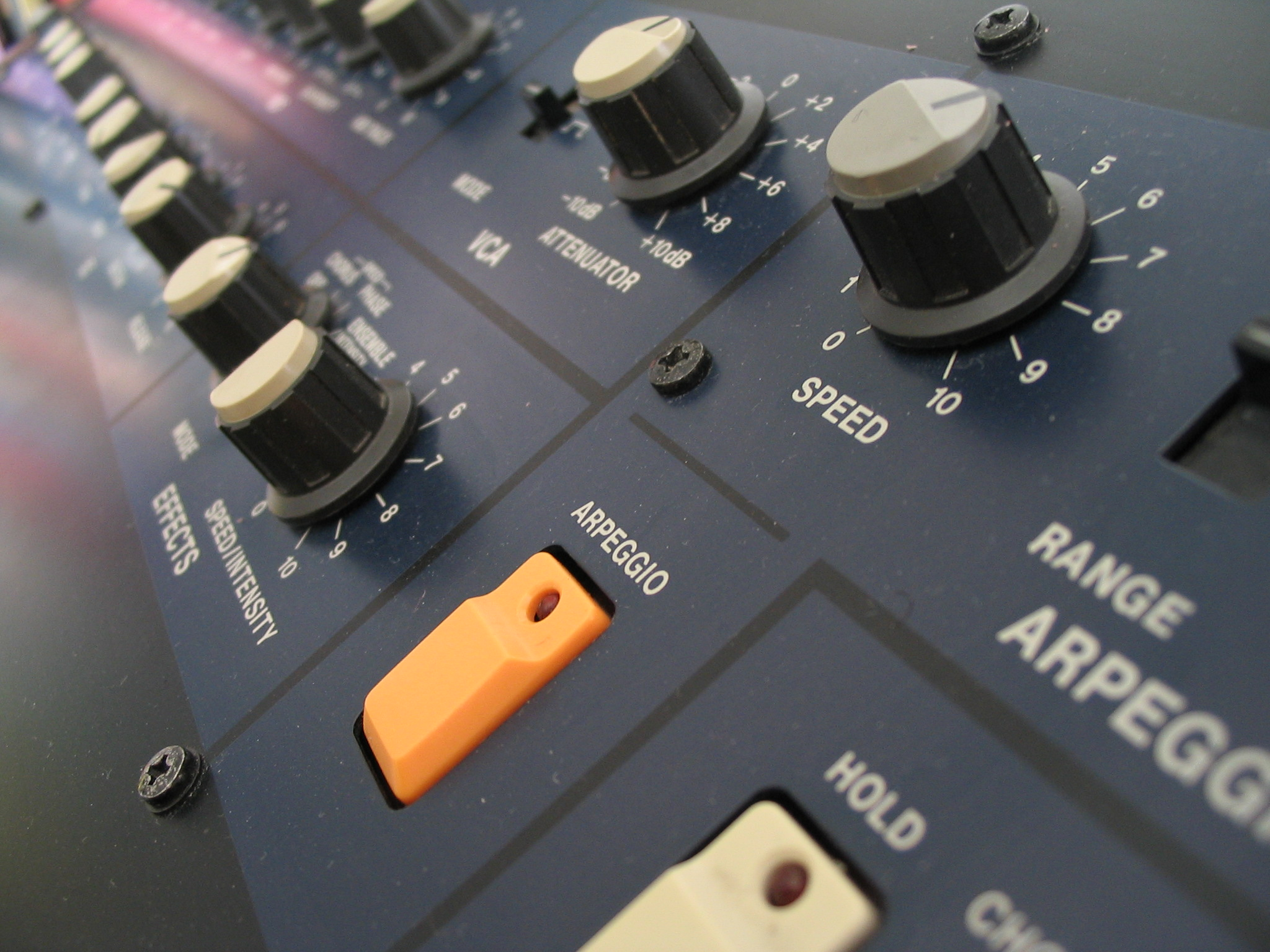
Панель управления арпеджиатором в синтезаторе Korg Polysix

Многие рабочие станции, выпускаемые с середины 1990-х годов, оснащены несколькими аппаратными арпеджиаторами, в частности, четырьмя арпеджиаторами оборудованы некоторые рабочие станции Korg и Yamaha; рабочие станции Roland Fantom и Alesis Fusion реализуют арпеджиаторы целиком программно, предлагая серию предконфигурированных наборов параметров арпеджио («пресетов»). В 1990-е годы выпущено несколько полностью автономных аппаратных арпеджиаторов, которые, получая на вход MIDI-сигнал, в зависимости от устанавливаемых пользователем параметров на лицевой панели, обеспечивали необходимые арпеджио на MIDI-выходе.
В рабочих станциях Korg Karma, M3 и Kronos арпеджиаторы реализованы как часть пакета алгоритмов Karma, обеспечивающего генерацию музыкальных фраз по ключевым параметрам, и формирование арпеджио в них лишь частный случай использования пакета, тем не менее, иногда функции Karma также называют арпеджиаторами.
Встроенной функцией арпеджиатора обладают многие компьютерные программы для создания музыки, в частности, Propellerhead Reason, Cakewalk, Cubase; также арпеджиаторы выпускаются как VST-плагины.